# Comenius Egyetem
A Comenius Egyetem (szlovákul Univerzita Komenského v Bratislave, latinul: Universitas Comeniana Bratislavensis) szlovák állami felsőoktatási intézmény Pozsonyban. Névadója Comenius (Jan Amos Komenský).

## Története
A Comenius Egyetem 1919-ben alakult, az alapításról szóló törvény négy karról (jogi, bölcsészettudományi, orvostudományi, természettudományi) tett említést. Azonban 1919-ben csupán az orvostudományi kar indult el, ezt követte két év múlva a bölcsészettudományi és a jogi. A természettudományi kar alapítására csak 1940-ben került sor. Azelőtt a természettudományi hallgatók többsége cseh egyetemeken tanult.
A müncheni egyezmény után a cseh professzorok elhagyták az egyetemet, többségük később sem tért vissza. 1939-től az egyetem neve egyszerűen csak 'Szlovák Egyetem' volt. Az egyetem irányításába a politika is beleszólt. A második világháború befejeztével, a kommunista párt hatalomra kerülése után megkezdődött a mennyiségi fejlődés. Sorozatban nyíltak az új karok: pedagógiai (1946), gyógyszerészeti (1952), testnevelési (1960), a turócszentmártoni orvostudományi kar (ma Jessenius Orvostudományi Kar (1962), matematikai-fizikai (1980, a természettudományiból különválasztva). A 'Comenius' elnevezést csak 1954-ben kapta vissza. Jelentősen megnőtt a hallgatók száma is, mely az 1978/79-es tanévben érte el a maximumot: ekkor 18 050 diák járt a Comenius Egyetemre. Ez azonban az ideológiai alapon való megkülönböztetést is magával hozta. Az 1950-es törvény alapján megkezdődött a felsőoktatási intézmények reformja, majd a politikai tisztogatás az egyetemeken.
A bársonyos forradalom után 1990-ben megalakult a Cirill és Metód Római Katolikus Kar, illetve az egyetem kötelékébe került az Evangélikus Teológiai Kar is. 1991-ben létrejött a Menedzsment Kar. Az egyetem legfiatalabb kara a 2002-ben alapított Társadalom- és Közgazdaságtudományok Kar.

## Karok
Az egyetemnek összesen 13 kara van.
- Bölcsészettudományi Kar

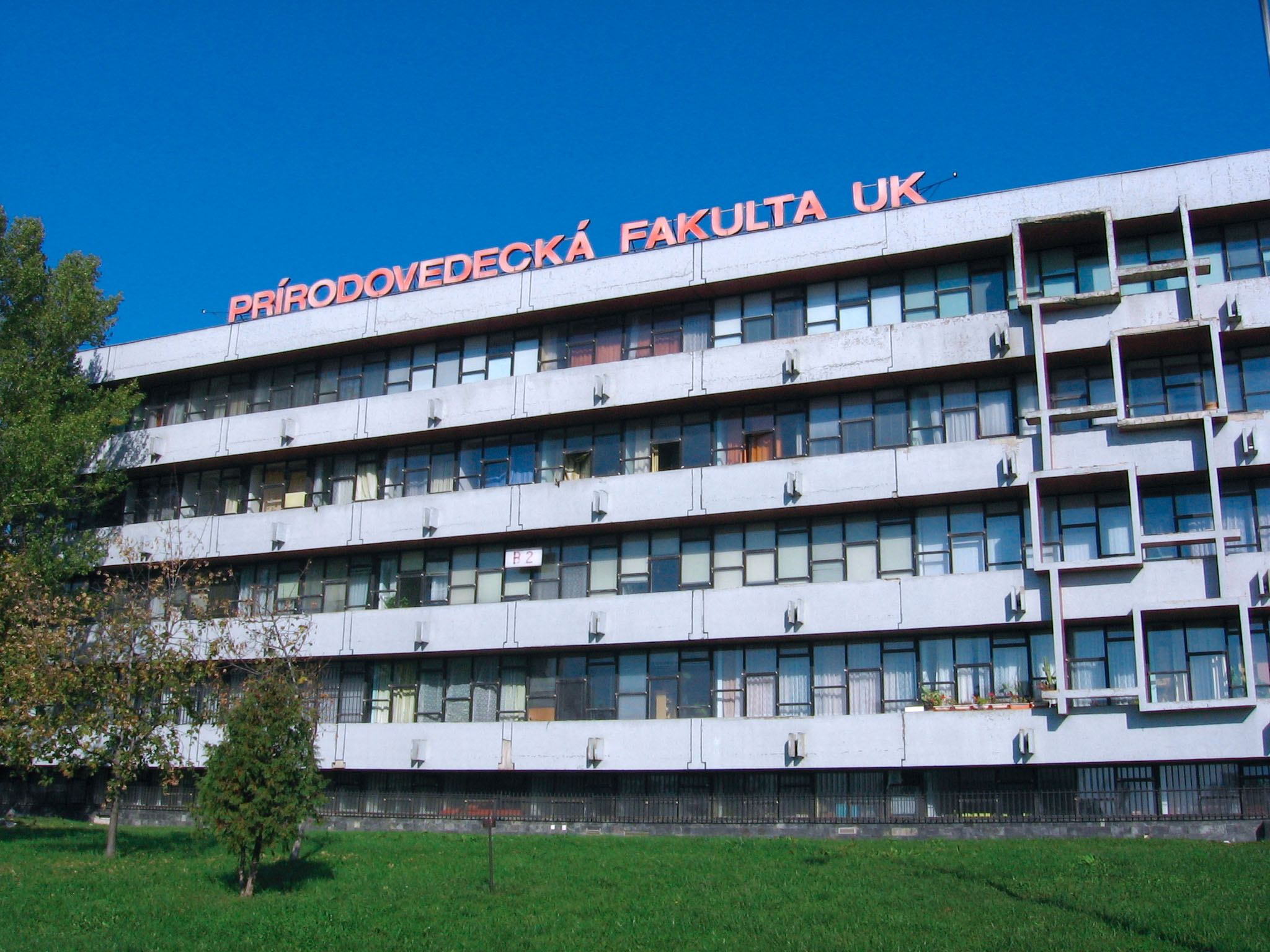
A Természettudományi Kar épülete

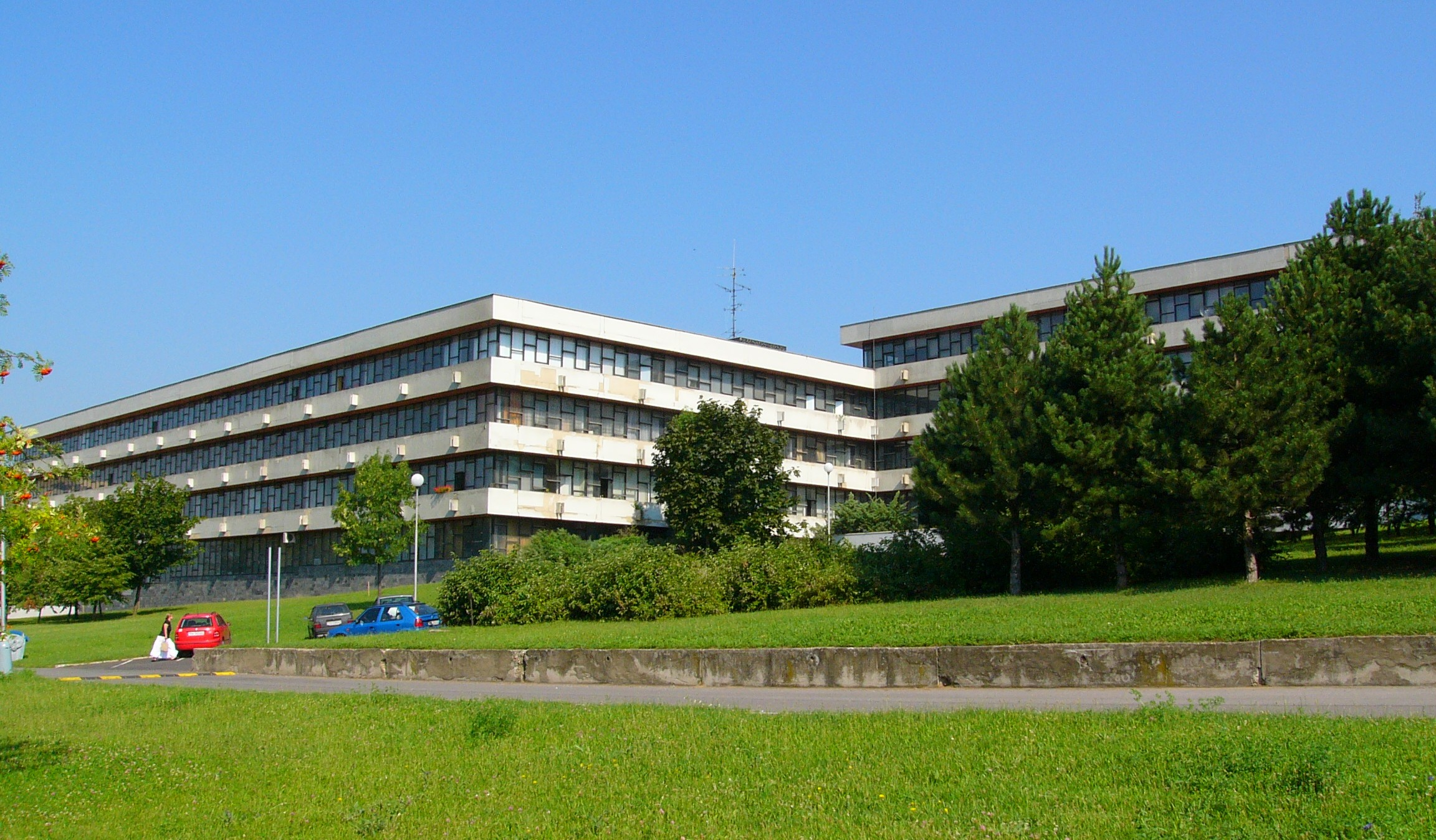
A Matematika, Fizika és Informatika Kar épülete

- Matematika, Fizika és Informatika Kar
- Természettudományi Kar
- Jogi Kar
- Gyógyszerészeti Kar
- Orvostudományi Kar
- Cirill és Metód Római Katolikus Teológiai Kar
- Evangélikus Teológiai Kar
- Menedzsment Kar
- Társadalom- és Közgazdságtudományok Kara
- Testnevelési Kar
- Jessenius Orvostudományi Kar (Turócszentmárton)
- Pedagógiai Kar

## Magyar nyelvű oktatás
Szlovákiában az államilag finanszírozott felsőoktatásban csak a magyar pedagógusok képzése folyik magyar nyelven, más szakterületen itt nincs lehetőség magyar nyelvű tanulmányok folytatására. A Bölcsészettudományi Karon évente tíz és húsz közötti számban végeznek magyartanárok.
A Comenius Egyetemen a tanterv kötelezően előírja a levéltáros szakosoknak a magyar nyelv tanulását, hogy a levéltári anyagok tanulmányozása során boldoguljanak azok olvasásával.

## Neves diákjai és oktatói
| - Agócs Attila (1978) néprajzkutató, Fülek polgármestere. - Alabán Ferenc (1951) szlovákiai magyar irodalomtörténész, irodalomtudós, egyetemi tanár. - Július Alberty (1925–2019) egyetemi oktató. - Alt Ernő (1921–2022) lévai gyógyszerész. - František Andraščík (1931–2001) szlovák költő, regény- és esszéíró, irodalomkritikus. - Arany Adalbert László (1909–1967) szlovákiai magyar nyelvész, tanár, néprajzkutató, múzeumigazgató, a szlovák nyelvjáráskutatás egyik megalapítója. - Alexander Avenarius (1942–2004) szlovák levéltáros, történész. - Rudolf Baláž (1940–2011) szlovák katolikus pap, besztercebányai püspök. - Jozef Bánsky (1919–1956) szlovák író, költő, műfordító, irodalomtörténész, bibliográfus. - Barak László (1953) felvidéki költő, író, publicista, novellista, közíró. - Bárdos Gyula (1958) szlovákiai magyar politikus. - Július Bartl (1937–2022) szlovák történész, levéltáros. - Jozef Bátora (1950) szlovák régész. - Bauer Győző (1942–2018) szlovákiai magyar orvos, farmakológus, diplomata. - Rudolf Bednárik (1903–1975) szlovák etnológus. - Berényi József (1967) szlovákiai magyar politikus, 2010-től a Magyar Koalíció Pártja (MKP) elnöke. - Darina Bialeková (1934) szlovák régésznő. - Binder Pál (1938) zoológus. - Biró Ágnes (1957) szlovákiai magyar politikus, tanár. - Jaroslava Blažková (1933–2017) szlovák író, publicista. - Viktor Borodovčák (1926–2021) szlovák levéltáros, történész. - Bohuš Bodacz (1955–2020) szlovák író, irodalomkritikus és publicista. - Jana Bodnárová (1950) szlovák költő, író, művészettörténész, forgatókönyvíró. - František Bokes (1906–1968) szlovák történész, történeti geográfus. - Ján Botík (1938) szlovák néprajzkutató, egyetemi oktató. - Bólya Lajos (1905–1978) jogász, költő, egyetemi tanár. - Böszörményi István (1947-2022) tanár, helytörténeti és néprajzi kutató. - Brogyányi Judit (Nagy; 1948–2006) műfordító, újságíró. - Buday Péter (1984) művészettörténész, oktató. - Ján Buzássy (1935) szlovák költő és műfordító. - Vojtech Budinský-Krička (1903–1993) szlovák régészprofesszor. - Bukovszky László (1966) történész, levéltáros. - Václav Chaloupecký (1882–1951) cseh történész, oktató. - Ivan Chalupecký (1932–2020) történész, levéltáros, oktató. - Milan Chautur (1957) szlovák görögkatolikus pap, redemptorista szerzetes, kassai görögkatolikus püspök. - Karol Chmel (1953) szlovák költő, műfordító, újságíró. - Rudolf Chmel (1939) szlovák politikus, hungarológus, korábban irodalomtörténészként is dolgozott, Csehszlovákia budapesti nagykövete, a Szlovák Nemzeti Tanács képviselője, korábbi kulturális miniszter, jelenleg emberi jogi és kisebbségügyi miniszterelnök-helyettes. - Chrenka Edit (1936) szótárszerkesztő, szótáríró, műfordító. - Bohuslav Chropovský (1926–2009) szlovák régész. - Peter Colotka (1925–2019) szlovák akadémikus, ügyvéd és politikus, 1969–1988 között a Szlovák Szocialista Köztársaság miniszterelnöke. - Zuzana Čaputová (1973) szlovák liberális politikus, jogász, aktivista, Szlovákia megválasztott elnöke. - Csanda Gábor (1963) irodalomkritikus, szerkesztő. - Csanda Sándor (1927–1989) irodalomtörténész, egyetemi tanár, Csemadok elnökségi tag. - Csehy Zoltán (1973) felvidéki költő, műfordító, irodalomtörténész, kritikus. - Cselényi László (1938–2023) József Attila-díjas (2003) író, költő, újságíró, műfordító, egyetemi tanár. - Zlata Čilinská (1932) szlovák régésznő. - Rudolf Čižmárik (1949–2008) szlovák költő, regényíró, újságíró és műfordító. - Danczi Villebald József (1910–1977) bencés pap, tanár, iskolaigazgató, nyelvész. - Andrej Danko (1974) szlovák politikus, a Szlovák Nemzeti Párt vezetője. - Danter Izabella (1955) néprajzkutató, muzeológus. - Ladislav Deák (1931–2011) szlovák történész. - Décsy Gyula (1925–2008) nyelvész, egyetemi oktató. - Ivana Dobrakovová (1982) szlovák író és műfordító. - Šarlota Drahošová (1951) levéltáros. - Dezider Anton Dubay (1902–1993) szlovák nyelvész, bibliográfus. - Dudich Sándor László (1942) biológus, egyetemi oktató. - Duray Miklós (1945–2022) szlovákiai magyar politikus, író. - Mikuláš Dušek (1913–1994) szlovák régész, a révkomáromi Duna Menti Múzeum II. világháború utáni első igazgatója. - Pavel Dvořák (1937–2018) cseh történész, író, újságíró. - Martin „Maťo“ Ďurinda (1961) szlovák gitáros, énekes. A Tublatanka alapító frontembere. - Beata Egyházy-Jurovská (1944) szlovákiai régésznő. - Jan Eisner (1885–1967) cseh régész, a pozsonyi Comenius Egyetem, majd a prágai Károly Egyetem professzora. - Écsi Gyöngyi (1965) lelkész, népdalénekes, -gyűjtő, bábszínész. - Oľga Feldeková (1943) szlovák író, újságíró, és dramaturg. - Frederik Federmayer (1973) szlovák genealógus, heraldikus, történész, egyetemi oktató. - Vladimír Fekete (1955) szlovák szerzetes, az Azerbajdzsáni apostoli prefektúra első római katolikus prefektusa (püspöke). - Robert Fico (1964) szlovák politikus, a Smer-SD párt elnöke, 2006-2010 között Szlovákia miniszterelnöke. - Vladimír Filo (1940–2015) rozsnyói püspök. - Fogarassy László (1920–1994) pozsonyi magyar történész, jogász, könyvtáros. - Fónod Zoltán (1930–2021) irodalomtörténész, kritikus, publicista, egyetemi oktató, szerkesztő. - Fukári Valéria (1934–2012) filológus, irodalom- és művelődéstörténész. - Gabriel Fusek (1957) szlovák régész. - Fuzik János (1957–2022) magyarországi szlovák újságíró, dokumentumfilm-rendező, közéleti személyiség. - Garaj Lajos (1932–2008) irodalomtörténész, műfordító, egyetemi oktató. - Ľubomír Galko (1968) szlovák politikus, a Szabadság és Szolidaritás (SaS) egyik alelnöke. - Ivan Gašparovič (1941) szlovák politikus, jogtudós, 2004-2012 között a Szlovák Köztársaság köztársasági elnöke. - Gergelyi Ottmár (1919–1995) szlovákiai levéltáros. - Göllner Erzsébet (1905–1944) szlovák irodalomtörténész, hungarológus, műfordító. - Igor Graus (1960–2020) szlovák történész, levéltáros. - Grendel Lajos (1948–2018) szlovákiai magyar író, kritikus, egyetemi tanár. - Gudmon Ilona (1952) néprajzkutató, muzeológus. - Alžbeta Güntherová-Mayerová (1905–1973) szlovák művészettörténész, műemlékvédelmi szakember. - Gwerk Ödön (1895–1956) festőművész. - Gyurgyík László (1954) szociológus, egyetemi oktató. - Michal Habaj (1974) szlovák költő, író és irodalomtudós. - Bohumil Haluzický (1879–1957) szlovák író, publicista, irodalomtörténész, kritikus. - Pavol Hamžík (1954) szlovák politikus, volt integrációs (1998–2001) és külügyminiszter (1996–1997), 2018 óta Szlovákia budapesti nagykövete. - Milan Hanuliak (1951) szlovák régész. - Haraszti Mária (1959) író, költő, műfordító, előadóművész, könyv- és lemezkiadó, producer. - Himmler György (1954) gimnáziumi tanár, szerkesztő, művelődésszervező. - Roman Holec (1959) történészprofesszor. - Vilém Hrubý (1912–1985) cseh régészprofesszor. - Ján Hučko (1929–2001) szlovák történész, egyetemi oktató. - Marta Hučková Kocianová (1955) művészettörténész. - Ivan Hudec (1947–2022) szlovák író, drámaíró, politikus. - Ján Hunka (1958–2021) szlovák régész, numizmatikus. - Huszár László (1951–2021) művelődésszervező, Csemadok titkár. - Alexander Húščava (1906–1969) szlovák történész, levéltáros. - Illés Anna (1957) tanár, műfordító, újságíró. - Janda Iván (1923–2007) iskolaigazgató tanár, karnagy. - Štefan Janšák (1886–1972) szlovák építészmérnök, régész, diplomata és író. - Viliam Judák (1957) a Nyitrai egyházmegye megyéspüspöke. - Iveta Kaczarová (1957) régész, múzeumigazgató. - Robert Kaliňák (1971) szlovák politikus, belügyminiszter. - Ivan Kamenec (1938) szlovák történész, a Szlovák Tudományos Akadémia Történeti Intézetének vezető kutatója. - Ľubomíra Kaminská (1954) szlovák régésznő, egyetemi oktató. - Karaffa János (1973–2021) szlovákiai magyar plébános. - Viliam Karmažin (1922–2018) szlovák zeneszerző, karmester. - Jozef Karvaš (1905–1982) szlovák tanár, helytörténeti kutató, muzeológus, levéltáros. - Matúš Kavec (1898–1980) szlovák író. - Július Kálmán (1911–1991) művészettörténész, muzeológus, publicista. - Táňa Keleová-Vasilková (1964) szlovák író. - Peter Keresteš (1981) szlovák történész, levéltáros, levéltárigazgató. - Király Tibor (1920–2021) magyar jogtudós, egyetemi tanár, MTA tagja. - Kiss József (1944–2013) történész, publicista. - Kiss László (1950) orvos, orvostörténész, író. - Klokner Loránd (1932) tanár, botanikus. - Ľudovít Knappek (1906–1983) szlovák jogász, jogászprofesszor. - Kolbenheyer Tibor (1917–1993) szlovákiai magyar geofizikus, asztrofizikus, a Magyar Tudományos Akadémia tiszteleti (1979) tagja. - Titus Kolník (1932–2017) szlovák régész. - Eva Kolníková (1935) szlovák numizmatikus. - Koncsol László (1936–2023) szlovákiai magyar irodalomkritikus, esszéíró, hely- és művelődéstörténész, költő, műfordító, szerkesztő, pedagógus. - Ivan Korčok (1964) szlovák diplomata és politikus. - Jozef Kostka (1912–1996) szlovák szobrász. - G. Kovács László (1961) történész, műfordító. - Dušan Kováč (1942) szlovák történész, író, költő, a történettudomány doktora, a Magyar Tudományos Akadémia tiszteleti tagja. - Kovács Endre (1911–1985) Kossuth-díjas történész, irodalomtörténész, író. - Kovács László (1946–2024) tanár, tankönyvíró. - Vlastimil Kovalčík (1939) szlovák költő, esszéíró és műfordító. - Kónya Péter (1966) történész. - Marek Krajčí (1974) szlovák gyermekkardiológus, politikus, egészségügyi miniszter. - Rudolf Krajčovič (1927–2014) szlovák nyelvész, szlavista. - Ľudmila Kraskovská (1904–1999) ukrán származású szlovák régésznő, történész, numizmatikus. - Krivošík István (1928) színházigazgató, diplomata. - Krompecher István (1905–1983) orvos, anatómus, hisztológus, a Magyar Tudományos Akadémia rendes tagja, a Comenius Egyetem díszdoktora. - Kubička Kucsera Klára (1936–2022) művészettörténész. - Ivan Kupec (1922–1997) szlovák költő, esszéíró és műfordító. - Miroslav Kusý (1931–2019) szlovák politológus, tanár, polgárjogi aktivista és egykori politikus, az UNESCO szlovákiai emberjogi bizottságának elnöke. - Ivan Kuzma (1955–2013) szlovák régész. - Klára Kuzmová (1955–2022) régész. | - Leopold Lahola (1918–1968) szlovák dráma-, regényíró, forgatókönyvíró és filmrendező. - Miroslav Lajčák (1963) szlovák politikus, diplomata, 2007-2009 között Bosznia-Hercegovina ENSZ-főképviselője, 2009-2010 között Szlovákia külügyminisztere. - Mária Lamiová-Schmiedlová (1935) régésznő. - László Béla (1940) matematikus, egyetemi tanár. - Darina Lehotská (1922–1990) szlovák levéltáros, történész, egyetemi oktató. - Lengyel Tünde (1960) történész, levéltáros. - Jan Lichardus (1939–2004) szlovák-német régészprofesszor. - Lipcsey Gyula (1920–2005) pedagógus. - Štefan Luby (1910–1976) szlovák jogász, egyetemi oktató. - Ján Lukačka (1952) történész. - Mag Gyula (1932–2016) tanár, múzeumigazgató. - Albert Marenčin (1922–2019) szlovák író, költő, műfordító, forgatókönyvíró. - Klára Marková (1952–2014) szlovák régésznő. - Alexander Markuš (1913–1945) tanár, partizán - Igor Matovič (1973) szlovák politikus, médiavállalkozó, miniszterelnök. - Mayer Imre (1884–1961) nyelvész, tanár. - Emil Mazúr (1925–1990) szlovák geográfus, geomorfológus professzor. - Mácza Mihály (1942) történész, a komáromi Duna Menti Múzeum munkatársa. - Mártonvölgyi László (1910–1984) irodalomkritikus, helytörténész, szerkesztő. - Vladimír Mečiar (1942) szlovák politikus, jogász, Néppárt – Demokratikus Szlovákiáért Mozgalom alapítója és elnöke, Szlovákia háromszori miniszterelnöke. - Václav Mencl (1905–1978) Csehszlovákia 20. századi műemlékvédelmének kiemelkedő szakembere, középkori építészet- és művészettörténész. - Menyhárt József (1976) szlovákiai magyar politikus, a Magyar Közösség Pártja elnöke, nyelvész, egyetemi tanár. - Méry Margit (1936) néprajzkutató. - Mészáros András (1949) filozófus, egyetemi tanár. - Miroslav Michela (1978) szlovák történész. - Karol Mičieta (1952) botanikus, egyetemi oktató, a Comenius Egyetem rektora. - Mihályi Molnár László (1953) tanár, költő, publicista, művelődésszervező, politikus. - Miklós László (1949) ökológus, egyetemi professzor, politikus. - Dušan Mitana (1946–2019) szlovák író, forgatókönyvíró és dramaturg. - Ján Mjartan (1902–1996) szlovák néprajzkutató. - Anton Molnár (1930–2005) szlovák orvos, egyetemi oktató, dékán, egészségügyi miniszter. - Molnár Imre (1956) szociológus, történész, diplomata. - Múcska Vince (1964) történész, egyetemi oktató. - Viera Němejcová-Pavúková (1937–1997) szlovák régésznő. - Nevizánszky Gábor (1949) szlovákiai régész. - Németh Gabriella (1957) szlovákiai magyar politikus, a Magyar Koalíció Pártja szociális, családpolitikai és egészségügyi alelnöke. - Németh Zoltán (1970) irodalomtörténész, kritikus, költő. - Niederhauser Emil (1923–2010) Széchenyi-díjas magyar történész, művelődéstörténész, egyetemi tanár, a Magyar Tudományos Akadémia rendes tagja. - Novák Veronika (1954) levéltáros, helytörténész. A vágsellyei levéltár igazgatója. - Mária Novotná (1931) szlovák régész, oktató. - Bohuslav Novotný (1921–1996) cseh régészprofesszor. - Vojtech Ondrouch (1891–1963) szlovák egyetemi oktató, numizmatikus és történész. - František Oslanský (1949) szlovák történész. - Ódor Lajos (1976) szlovákiai magyar közgazdász, pedagógus. - Ondrej Ožďáni (1950) szlovák régész. - Štefan Oriško (1951) művészettörténész. - Öllös László (1957) politológus, filozófus, a szlovákiai Fórum Intézet elnöke. - Papp Sándor (1955–2017) szlovákiai magyar rádiós szerkesztő, kultúraszervező, a Minority Polgári Társulás elnöke. - Jan Pastor (1909–1981) szlovákiai régész, a Kelet-szlovákiai Múzeum alapítója. - Paulik Antal (1963) magyarországi szlovák levéltáros, köztisztviselő. - Jozef Paulík (1931–2013) szlovák régész, történész, muzeológus. - Juraj Pavúk (1935) szlovák régész. - Pálinkás Tibor régész, múzeum- és galériaigazgató. - Pavol Paška (1958–2018) szlovák politikus. - Petőcz Kálmán (1961) politológus, politikus, diplomata. - Pék László (1951) tanár, a Szlovákiai Magyar Pedagógusok Szövetségének országos elnöke. - Ivan Pišút (1935–2017) szlovák botanikus, lichenológus. - Marta Podhradská (1949–2023) szlovák költő, műfordító és politikus. - Pogány Erzsébet (1959–2018) felvidéki magyar közgazdász, közéleti személyiség. - Polgár Anikó (1975) költő, műfordító, irodalomtörténész. - Andrej Polonec (1906–1984) szlovák néprajzkutató, muzeológus, középiskolai tanár. - Pomichal Richárd (1951–2010) szlovákiai magyar tanár, biológus, szakíró, természetvédő. - Popély Árpád (1970) szlovákiai magyar történész, egyetemi oktató, a Fórum Intézet munkatársa. - Popély Gyula (1945) szlovákiai magyar történetíró, képviselő, egyetemi oktató. - Iveta Radičová (1956) szlovák politikus, szociológus, 2005-2006 között Szlovákia munkaügyi minisztere, 2010-2012 között a Szlovák Köztársaság miniszterelnöke. - Radoslav Ragač (1975) szlovák történész, levéltáros. - Ján Rajtár (1954) szlovák régész. - Štefan Rakovský (1904–1996) pedagógus, muzeológus. - Pavol Rankov (1964) szlovák író. - Daniel Rapant (1897–1988) szlovák levéltáros, történész, egyetemi oktató. - Peter Ratkoš (1921–1987) szlovák történész. - Elemír Rákoš (1935–2003) szlovákiai levéltáros és történész, a Szlovák Levéltárosok Társaságának első elnöke. - Jožo Ráž (1954) szlovák zenész, az Elán együttes frontembere. - Mária Rejholcová (1933) szlovák régész. - Gabriela Rothmayerová (1951) szlovák író, újságíró, politikus. - Rózsa Ernő (1930–2021) szlovákiai magyar ügyvéd, politikus, parlamenti képviselő. - Alexander Ruttkay (1941–2025) szlovák régész, történész, egyetemi előadó, a nyitrai Régészeti Intézet egykori vezetője. - Nóra Ružičková (1977) szlovák költő, író, műfordító és vizuális művész. - Peter Šalkovský (1951) szlovák régész. - Milan Šašik (1952–2020) a Munkácsi görögkatolikus egyházmegye püspöke. - František Sedlák (1925–1998) szlovák levéltáros, történész. - Maroš Šefčovič (1966) szlovák politikus, diplomata, 2009-től az Európai Bizottság oktatási, ifjúsági és kulturális biztosa. - Vladimír Segeš (1950) szlovák hadtörténész. - Veronika Šikulová (1967) szlovák regényíró, gyermek- és ifjúsági kiadványszerző. - Sima Ferenc (1917–2005) nyelvész, egyetemi oktató. - Simon Attila (1966) történész, a Fórum Kisebbségkutató Intézet igazgatója. - Jozef Šimončič (1928–2020) szlovák történész, levéltáros. - Sipos Béla (1936) tanár, a Csemadok 2011-es Életmű-díjasa. - Stanislav Šiška (1935–2001) szlovák régész. - Jozef Škultéty (1853–1948) történész, nyelvész, fordító, irodalomkritikus, újságíró, oktató. - Michal Slivka (1948) szlovák régész. - Koloman Sokol (1902–2003) szlovák képzőművész. - Leon Sokolovský (1949) szlovák történész. - Anton Špiesz (1930–1993) szlovák történész. - Ján Stanislav (1904–1977) szlovák nyelvész, szlavista. - Ján Steinhübel (1957) szlovák történész. - Stollmann András (1932) zoológus, ornitológus. - Štefan Strážay (1940) szlovák költő. - Strba Sándor (1946) tanár, helytörténész. - Strešňák Gábor (1974) történész, levéltáros, múzeumigazgató. - Etela Studeníková (1946–2023) szlovákiai régész, egyetemi oktató. - Suara Róbert (1911–1990) nyelvész. - Richard Sulík (1968) szlovák politikus, közgazdász, a Szabadság és Szolidaritás nevű politikai párt elnöke. - Szabó Rezső (1929–2018) szlovákiai magyar jogász, politikus. - Ladislav Szalay (1929) szlovák író, újságíró. - Szalay Zoltán (1985) újságíró. - Szalatnai Rezső (1904–1977) tanár, irodalomtörténész, író, kritikus, műfordító. - Szarka László (1953) történész, egyetemi docens. - Szigeti László (1957–2022) szlovákiai magyar politikus, középiskolai tanár. - Szilvássy József (1946) közíró, lapszerkesztő. - Szőcs Ferenc (1935–2022) fizikus, tudományos kutató. - Szőke József (1928–2010) szlovákiai magyar író, bibliográfus, művelődésszervező. - Talamon Alfonz (1966–1996) Madách-díjas szlovákiai magyar író. - Dušan Taragel (1961) szlovák író, forgatókönyvíró és újságíró. - Tarics Péter (1966) előadóművész, újságíró, politológus, rendező, közíró. - Terray Elemér (1922–1998) germanista. - Anita Tešovičová (1940) szlovák író és költő. - Tilkovszky Béla (1902–1978) művészettörténész, szerkesztő, művészeti író. - Tóth Károly (1959–2016) irodalomkritikus, tudományszervező, szerkesztő, politikus, a Fórum Kisebbségkutató Intézet igazgatója. - Valerián Trabalka (1942–2024) szlovák szobrászművész. - Vojtech Tuka (1880–1946) szlovák jogász és politikus, az első szlovák köztársaság miniszterelnöke és külügyminisztere, nemzetiszocialista csatlós. - Vladimír Turčan (1952) szlovák régész. - Ferdinand Uličný (1933) szlovák történész, középkorász, levéltáros, egyetemi oktató. - Evita Twardzik (1976) szlovák író, az EvitaPress alapítója. - Vadkerty Katalin (1928) történész, a történettudományok kandidátusa. - Vajda Barnabás (1970) tanár, irodalomtörténész, jelenkor-történész. - Vajda Géza (1950) szlovákiai magyar zenekutató. - Adrián Vallašek (1934–2007) középkorász, régész. - Varga Imre (1950) magyar költő, műfordító, szerkesztő. - Varga Sándor (1942) történész, levéltáros, politikus. - Branislav Varsik (1904–1994) szlovák történész, levéltáros, egyetemi oktató. - Magda Vášáryová (1948) magyar származású szlovák színésznő, politikus. - Végh László (1949) szociológus, politológus, könyvtáros. - Marcela Veselková (1981) szlovák költő, közgazdász. - Vietor Márton (1906–1978) jogász, pedagógus, egyetemi professzor. - Világi Oszkár (1963) szlovákiai magyar jogász, üzletember. - Pavel Vilikovský (1941–2020) szlovák író, műfordító, újságíró. - Jozef Vladár (1934–2025) szlovák régész, egyetemi professzor. - František Volf (1897–1983) pedagógus, író, festőművész. - Vrabec Mária (1970) Midas-díjas újságíró. - Vladimír Wagner (1900–1955) művészettörténész professzor, műemlékvédő, pedagógus. - Weinberger János (1908–1942/1943) író, publicista. - Peter Weiss (1952) szlovák politikus, diplomata. - Karol Wlachovský (1941) szlovák fordító, író, dramaturg és pedagógus. - Wojatsek Károly (1916–2008) nyelvész, történész, egyetemi oktató. - Lev Zachar (1946–1994) szlovák régész. - Zalabai Zsigmond (1948–2003) kritikus, irodalomtörténész, egyetemi oktató. - Ján Zambor (1947) szlovák költő, irodalomtudós és műfordító. - Jozef Zábojník (1952) szlovák régész. - Viliam Záborský (1920–1982) szlovák színész, tanár. - Zeman László (1928–2019) szlovákiai magyar nyelvész, hungarológus. - Marián Zemene (1936) szlovák történész, levéltáros, oktató. - Zuzka Zguriška (1900–1984) szlovák író, drámaíró és műfordító. - Stanislav Zvolenský (1958) szlovák katolikus pap, pozsonyi érsek. - Jozef Zvrškovec (1905–1958) szlovák ügyvéd, politikus. - Juraj Žudel (1929–2009) szlovák történeti földrajz-professzor, a Szlovák Tudományos Akadémia Földrajzi Intézetének munkatársa. - Zsilinszky Kázmér (1910–1985) magyar bencés szerzetes, gimnáziumi tanár, plébános. - Zsilka Tibor (1939) nyelvészprofesszor, irodalomtudós. |